# Jodłówka (Petite-Pologne)
Pour les articles homonymes, voir Jodłówka.
Jodłówka est une localité polonaise de la gmina de Rzezawa, située dans le powiat de Bochnia en voïvodie de Petite-Pologne.